# ミューラー・ウェイス
ミュラー・ウェイス（Muller Uys、1998年9月2日 - ）は、南アフリカ共和国出身のラグビーユニオン選手である。

## 経歴
南アフリカ共和国のステレンボッシュ出身。
2017年、U20南アフリカ代表に選ばれ、ワールドラグビーU20チャンピオンシップなどに出場した。
2019年、南アフリカ共和国のスーパーラグビーチームであるブルズに加入した。
2020年3月8日、2020年スーパーラグビーの第6節、先発ナンバーエイトでハイランダーズ戦に出場し、スーパーラグビーデビューを果たした。 
2021-2022シーズンから、ブルズはスーパーラグビーから離脱し、ユナイテッド・ラグビー・チャンピオンシップに加わった。
2025年2月14日、ジャパンラグビーリーグワンの日本製鉄釜石シーウェイブスへの加入を発表した。レギュラーシーズン後半からの加入ながら、6試合出場。同年5月、日本製鉄釜石シーウェイブスを退団した。